# Pete Darcey
Henry J. "Pete" Darcey (Oklahoma City, Oklahoma, 3 de marzo de 1930-Edmond, Oklahoma, 31 de agosto de 2008) fue un jugador de baloncesto estadounidense que disputó una temporada en la NBA. Con 2,01 metros de estatura, jugaba en la posición de pívot.

## Trayectoria deportiva

### Universidad
Jugó durante su etapa universitaria con los Cowboys de la Universidad Estatal de Oklahoma, con los que llegó a disputar la Final Four del Torneo de la NCAA en 1951, cayendo en el partido por el tercer y cuarto puesto ante Illinois.

### Profesional
En 1954 fichó por los Baltimore Bullets, pero sin llegar a debutar con el equipo fue traspasado junto con Don Boven y George McLeod a los Milwaukee Hawks a cambio de  Stan Miasek y Dave Minor. Allí jugó únicamente 12 partidos, en los que anotó un total de 11 puntos.
Tras dejar la NBA, acompañó a los Harlem Globetrotters en una gira mundial, jugando en el equipo rival, los Boston Whirlwinds.

## Estadísticas de su carrera en la NBA

### Temporada regular
| Temporada | Edad | Equipo          | Liga | Pos. | P  | TIT | MIN | TC  | TCA | %TC  | 3P | 3PA | %3P | TL  | TLA | %TL  | R.OF. | R.DEF. | REB | ASIS | ROB | TAP | PER | FP  | PTS |
| 1952-53   | 22   | Milwaukee Hawks | NBA  | C    | 12 |     | 7.5 | 0.3 | 1.5 | .167 |    |     |     | 0.4 | 0.8 | .556 |       |        | 0.8 | 0.2  |     |     |     | 2.4 | 0.9 |
| Total     |      |                 | NBA  |      | 12 |     | 7.5 | 0.3 | 1.5 | .167 |    |     |     | 0.4 | 0.8 | .556 |       |        | 0.8 | 0.2  |     |     |     | 2.4 | 0.9 |